# Olympische Sommerspiele 1928/Kunstwettbewerbe
Bei den IX. Olympischen Sommerspielen 1928 in Amsterdam wurden 13 Kunstwettbewerbe in den Bereichen Baukunst, Literatur, Musik, Malerei und Grafik sowie Bildhauerkunst ausgetragen.

## Baukunst

### Städtebauliche Entwürfe
| Platz | Land | Künstler        | Werk                      |
| ----- | ---- | --------------- | ------------------------- |
| 1     | GER  | Alfred Hensel   | „Das Nürnberger Stadion“  |
| 2     | FRA  | Jacques Lambert | „Stadion in Versailles“   |
| 3     | GER  | Max Laeuger     | „Stadt-Park Hamburg 1908“ |

### Architektonische Entwürfe
| Platz | Land | Künstler                 | Werk                           |
| ----- | ---- | ------------------------ | ------------------------------ |
| 1     | NED  | Jan Wils                 | „Olympiastadion von Amsterdam“ |
| 2     | DEN  | Ejnar Mindedal Rasmussen | „Schwimmbad, Ollerup“          |
| 3     | FRA  | Jacques Lambert          | „Stadion in Versailles“        |

### Lyrische Werke
| Platz | Land | Künstler             | Werk                               |
| ----- | ---- | -------------------- | ---------------------------------- |
| 1     | POL  | Kazimierz Wierzyński | „Olympischer Lorbeer“              |
| 2     | GER  | Rudolf G. Binding    | „Reitvorschrift für eine Geliebte“ |
| 3     | DEN  | Johannes Weltzer     | „Symphonica Heroica“               |

### Dramatische Werke
| Platz | Land | Künstler       | Werk     |
| ----- | ---- | -------------- | -------- |
| 1     |      | nicht vergeben |          |
| 2     | ITA  | Lauro De Bosis | „Ikarus“ |
| 3     |      | nicht vergeben |          |

### Epische Werke
| Platz | Land | Künstler                                       | Werk                                |
| ----- | ---- | ---------------------------------------------- | ----------------------------------- |
| 1     | HUN  | Ferenc Mezö                                    | „Geschichte der Olympischen Spiele“ |
| 2     | GER  | Ernst Weiss                                    | „Boetius von Orlamünde“             |
| 3     | NED  | Carel Theodorus Scharten Margo Scharten-Antink | „Der Narr aus den Maremmen“         |

## Musik

### Solo- und Chorgesang
| Platz | Land | Künstler       | Werk |
| ----- | ---- | -------------- | ---- |
| 1     |      | nicht vergeben |      |
| 2     |      | nicht vergeben |      |
| 3     |      | nicht vergeben |      |

### Instrumentalmusik
| Platz | Land | Künstler       | Werk |
| ----- | ---- | -------------- | ---- |
| 1     |      | nicht vergeben |      |
| 2     |      | nicht vergeben |      |
| 3     |      | nicht vergeben |      |

### Orchestermusik
| Platz | Land | Künstler        | Werk                     |
| ----- | ---- | --------------- | ------------------------ |
| 1     |      | nicht vergeben  |                          |
| 2     |      | nicht vergeben  |                          |
| 3     | DEN  | Rudolf Simonsen | „Symphonie Nr. 2 Hellas“ |

## Malerei und Grafik

### Gemälde
| Platz | Land | Künstler      | Werk                   |
| ----- | ---- | ------------- | ---------------------- |
| 1     | NED  | Isaac Israëls | „Reiter im roten Rock“ |
| 2     | GBR  | Laura Knight  | „Boxer“                |
| 3     | GER  | Walther Klemm | „Schlittschuhlaufen“   |

### Zeichnungen und Aquarelle
| Platz | Land | Künstler           | Werk             |
| ----- | ---- | ------------------ | ---------------- |
| 1     | LUX  | Jean Jacoby        | „Rugby“          |
| 2     | FRA  | Alexandre Virot    | „Fußballspieler“ |
| 3     | POL  | Wladyslaw Skoczlas | „Bogenschütze“   |

### Grafik
| Platz | Land | Künstler                       | Werk                                     |
| ----- | ---- | ------------------------------ | ---------------------------------------- |
| 1     | GBR  | William Newzam Prior Nicholson | „Farbiger Holzschnitt von 12 Sportarten“ |
| 2     | SUI  | Carl Moos                      | „Leichtathletisches Plakat“              |
| 3     | GER  | Max Feldbauer                  | „Postwagen“                              |

## Bildhauerkunst

### Rundplastiken
| Platz | Land | Künstler       | Werk              |
| ----- | ---- | -------------- | ----------------- |
| 1     | FRA  | Paul Landowski | „Boxer“           |
| 2     | SUI  | Milo Martin    | „Ruhender Athlet“ |
| 3     | GER  | Renée Sintenis | „Fußballer“       |

### Reliefs und Medaillen
| Platz | Land | Künstler                         | Werk       |
| ----- | ---- | -------------------------------- | ---------- |
| 1     | AUT  | Edwin Grienauer                  | „Medaille“ |
| 2     | NED  | Christiaan Johannes van der Hoef | „Medaille“ |
| 3     | GER  | Edwin Scharff                    | „Plakette“ |